# Acupeina
Acupeina es un género de foraminífero bentónico de la familia Acupeinidae, de la superfamilia Recurvoidoidea, del suborden Lituolina y del orden Lituolida. Su especie tipo es Haplophragmium salsum. Su rango cronoestratigráfico abarca el Holoceno.

## Discusión
Clasificaciones previas incluían Acupeina en la superfamilia Haplophragmioidea, así como en el suborden Textulariina del orden Textulariida, o en el orden Lituolida sin diferenciar el suborden Lituolina.

## Clasificación
Acupeina incluye a las siguientes especies:
- Acupeina salsum
- Acupeina triperforata